# Czarne miasto (powieść Borisa Akunina)
Czarne miasto – powieść detektywistyczna autorstwa Borisa Akunina. Czternasta część serii o Eraście Fandorinie. Polskie wydanie, nakładem wydawnictwa Świat Książki, swoją premierę miało 22 października 2014 r.